# Gondwana (banda)
Gondwana es un grupo musical de reggae chileno, creado por I-Locks Labbé en 1987 en la Población La Pincoya de la comuna de Huechuraba, Santiago. Una de las bandas pioneras y más reconocidas del sonido reggae en español, han publicado 8 discos de estudios, un álbum compilatorio y un DVD en vivo grabado en Buenos Aires, Argentina. Han sido dos veces nominados a los Premios Gardel en Argentina.

## Historia

### Inicios y formación
La primera visita de The Police a Chile, para una sorpresiva participación en el Festival de Viña del Mar de 1982, tuvo efectos insospechados en la juventud local de la época, y entre estos estuvo el golpe de inspiración que su show televisado produjo en Claudio Labbé, un quinceañero de La Pincoya que al día siguiente de escuchar por primera vez ese ritmo cadencioso comenzó a investigar sobre sus orígenes.
Llegó así a la respuesta obvia: lo de The Police era una mezcla de rock y reggae; este último, el género que definiría la vocación de Labbé de ahí en adelante. Pese a su nula experiencia musical, el joven comenzó a reclutar amigos que pudieran interesarse en formar una banda acorde al estilo. Un tío suyo era bajista (alguna vez, apoyo de Leo Dan), y le enseñó lo básico. Sus primeros escenarios fueron peñas y celebraciones comunales, siempre como cuarteto y bajo el nombre Taxi. El suyo era un grupo de pocos recursos, que vendía lo que fuese para financiar sus instrumentos, y que iba de casa en casa buscando un lugar donde ensayar. Labbé siente que todo fue algo aficionado hasta 1992, cuando consiguieron su primera sala de ensayos.
Publicaron entonces un primer casete independiente (Gondwana), con seis temas propios. La música se había convertido a esas alturas en una cruzada irrenunciable, aparejada a los descubrimientos espirituales y religiosos que el reggae les había llevado a conocer. Al menos Labbé era para entonces un chileno con dreadlocks, que vendía artesanía frente a una discoteque de Bellavista. Años más tarde esa misma discoteque llegaría a ser no sólo de su propiedad (Jammin’), sino que también el primer club reggae del país.

### Pasos profesionales
No quedaban ya dudas sobre las ambiciones masivas de Gondwana cuando el grupo aceptó telonear una presentación de los argentinos Los Pericos en el capitalino Teatro Monumental, en 1994. Sin embargo, la banda no lograba estabilizar una formación firme, y pasaba de un vocalista a otro sin dar con un rostro representativo.
Luego de la salida de Isaac Blondy, Gondwana encontró al frontman soñado en el cantante del grupo Bambú, un cuarteto que hasta entonces había trabajado algo que podría definirse como pop de raíz negra y que había tenido cierto éxito con el sencillo "Mamá, yo quiero". Quique Neira aceptó unirse a Gondwana al verificar su compromiso con la ortodoxia reggae. «Me gustaba mucho el Bob [Marley] y veía que Gondwana representaba eso», ha explicado. 
La incorporación de Neira fue un empuje enorme al sonido del grupo, tanto por su cálido registro vocal como por su capacidad como compositor de canciones, más sencillas y dirigidas que las que hasta entonces venían componiendo. La reformulación del grupo interesó rápidamente a la multinacional BMG. La etiqueta financió la grabación de un primer álbum y la producción de un prestigioso asesor estadounidense del género: Dr. Dread. Fue un socio importante para el grupo, que los acompañaría también en su segundo disco y haría los contactos necesarios para su debut en Estados Unidos, a mediados del año 2000 (en una minigira que incluyó también su participación en el festival "Reggae on the River", con el legendario Jimmy Cliff como cabeza de cartel).
Para su debut, el grupo se había asentado en una formación extensa y experimentada, con al menos dos integrantes (el trompetista Patricio Luco y el baterista Alexcy Cárdenas) con estudios formales de música.

### Crecimiento disco a disco
Como pocos discos debut de esa época, el de Gondwana (Gondwana, 1997) fue un golpe comercial casi inmediato, primero gracias al sencillo "Changa langa" y luego por la balada "Armonía de amor", probablemente la canción chilena más rotada en radios durante 1999.
Definieron su siguiente álbum 'Alabanza. Por la fuerza de la razón' (2000), como el resultado de un compromiso mayor del grupo con el reggae de raíz (o roots). El sencillo "Antonia" compartía los sentimientos paternales del baterista, pero allí se incluían también los temas "Sólo es verdadero (El amor de Jah)" y "Traficantes de fe". Los temas "Libertad" y "Defendamos" hacían alusión a la lucha de los familiares de víctimas de la dictadura de Pinochet, un tema sensible para el grupo por las experiencias personales de sus integrantes (el percusionista Don Chico es hijo del desaparecido Sergio Pérez y de Lumi Videla; esta última, célebre militante del MIR, cuyo cadáver fue arrojado a la embajada de Italia catorce meses después del Golpe de Estado).
La promoción del disco los llevó por primera vez al extranjero, para presentaciones en Estados Unidos y Puerto Rico, y una visita especial a Jamaica. Sería el inicio de un circuito internacional que no ha sido extraño en su carrera, con giras también los años 2002, 2005 (cuando llegaron incluso a Europa) y 2006 (Costa Rica y México). 
Con ese nivel de difusión, fue natural su incorporación como invitados del Festival de Viña 2001. Regresaron a ese escenario dos años más tarde. De algún modo, Chile se ha ido acostumbrando con ellos a los códigos del reggae, y a superar caricaturas. Al respecto, fue llamativa la querella civil interpuesta por Dago Pérez (luego apoyada por el resto del grupo) contra una empresa de piojicidas que sugirió en un comercial que sus clientes eran quienes usaban dreadlocks. Según el músico «[En el comercial] se usaba música reggae con nyabinghi, que son los tambores sagrados de Jamaica. Se ocupaban los colores etíopes y muchos conceptos que eran como era un ataque directo hacia el movimiento reggae en Chile».

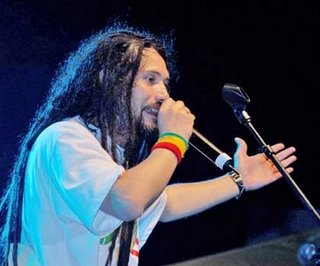
Quique Neira

### Partida de Quique Neira
'Made in Jamaica' —un disco grabado, efectivamente, en Jamaica—  fue el último álbum del grupo con Quique Neira vocalista y autor de grandes clásicos como "Felicidad", "Verde, Amarillo y Rojo", "Guerra", "Sentimiento Original", "Armonía de amor" y "Reggae is Coming", entre muchos otros.
La noticia de su salida se conoció a principios del año 2003, justo antes de que el grupo comenzara una serie de presentaciones que incluirían el Festival de Viña y una gira por Perú, México y Estados Unidos. Quizás por ello, el grupo se mostró como un ente sólido, sin dudas sobre su continuidad. «Hemos trabajado durante muchos años forjando un sonido de banda determinado y bueno. Hay muchos cantantes, hay un movimiento reggae acá en Chile que es bastante amplio y podemos trabajar con ellos también», dijo Gato Ramos a radio Cooperativa. 
La banda organizó un recital de despedida a Quique Neira el 17 de mayo en el estadio Víctor Jara. En el año 2003, apareció "Eleven" el primer álbum solista del cantante, y que dio inicio a una exitosa y reconocida carrera a nivel local e internacional. En declaraciones a Emol, Quique Neira aseveró que su salida de Gondwana, tuvo que ver con su deseo de continuar como solista, y agregó que en cierto modo, se sentía aislado por la agrupación. «Cuando te das cuenta que no te necesitan como líder, lo que te corresponde es dejar en libertad a la banda y dar un paso al lado. Nunca fueron mi grupo, estuve orgulloso de ser parte del proyecto, pero no eran mi banda».

### Crece: un nuevo comienzo
A partir de 'Crece' (2004) el cantante oficial de Gondwana fue Kingo, un viejo amigo del grupo con experiencia informal en otras bandas reggae (incluyendo a Los Root's, uno de los primeros grupos del propio I-Locks). En los años siguientes, Maxi Vargas y MC Jona ocuparían sucesivamente ese lugar. Gondwana se fue afirmando con el tiempo como un colectivo de género, cuya esencia no ha se ha alterado por los permanentes cambios de vocalista. Más bien, el grupo decidió afirmarse como un combo de proyección internacional, con viajes constantes por Latinoamérica al menos desde el año 2005. 
El 2007 publicaron el álbum 'Resiliente' que desprendió sencillos como "K-In", "Aire de Jah" y "Divina Verdad" que ampliaron su difusión internacional principalmente en Argentina, país donde registraron su primer DVD 'Gondwana en Vivo en Buenos Aires' (2010) grabado en el Teatro Colegiales de la Capital Federal, el CD+DVD incluye una selección de sus más importantes canciones. Después lanzaron 'Pincoya Calipso Pasado Presente y Futuro' (2011) primer álbum compilatorio oficial que incluyó además dos nuevos temas 'Alterada Realidad' y 'Para quien Avanza'.   
El 2012 con MC Jona en la voz graban el disco 'Revolución' que destacó la canción 'Piénsame' y que fue nominado a los Premios Gardel 2012 como Mejor Álbum Reggae y Música Urbana. Y en medio de giras permanentes por América Latina el grupo lanzó su séptimo disco 'Reggae and Roll' (2014) que además de canciones inéditas incluyó reversiones de Soda Stereo, Divididos y el sencillo "Cuando La Lluvia Pare", con este disco también fueron nominados a los Premios Gardel 2015 como Mejor Álbum Reggae y Música Urbana. El 2017 lanzaron su octavo disco 'Carpe Diem' cumpliendo 30 años de música desde su formación.

### Retorno de Maxi Vargas
El 16 de mayo de 2019, se anuncia la grabación de un nuevo sencillo compuesto por el bajista y líder de la banda I Locks Labbé y también se anuncia el retorno de Maxi Vargas quien fue vocalista de la banda en los discos Resiliente y En Vivo en Buenos Aires.

## Discografía

### Álbumes de estudio
- 1997: Gondwana
- 2000: Alabanza
- 2002: Made in Jamaica
- 2004: Crece
- 2007: Resiliente
- 2012: Revolución
- 2014: Reggae and Roll
- 2017: Carpe Diem

### Álbumes alternativos
- 1999: Together
- 2000: Second Coming
- 2020: Em Português

#### Compilados
- 1999: Phat Cherimoya Dub
- 2003: RAS Portraits: Gondwana
- 2004: This Is Crucial Reggae: Gondwana
- 2005: Grandes Éxitos
- 2011: Pincoya Calipso: Pasado, Presente y Futuro

### Álbumes En Vivo
- 2010: Gondwana En Vivo en Buenos Aires (CD/DVD)
- 2021: En Vivo Teatro Caupolicán

### Sencillos
| Año  | Canción                                                                                     | Álbum                            | Listas                | Listas |
| Año  | Canción                                                                                     | Álbum                            | Chilean Singles Chart |        |
| ---- | ------------------------------------------------------------------------------------------- | -------------------------------- | --------------------- | ------ |
| 1997 | "Reggae is Coming" "Chainga Langa" "Sentimiento Original" "Armonía de amor" "Smile Souling" | Gondwana                         | 39                    |        |
| 2000 | "Antonia"                                                                                   | Alabanza                         | 1                     |        |
| 2000 | "Verde, Amarillo y Rojo"                                                                    | Alabanza                         | 14                    |        |
| 2000 | "Dulce Amor"                                                                                | Alabanza                         | 2                     |        |
| 2001 | "Defendamos"                                                                                | Alabanza                         | -                     |        |
| 2001 | "Solo es Verdadero"                                                                         | Alabanza                         | 59                    |        |
| 2002 | "Ignorancia"                                                                                | Made in Jamaica                  | 43                    |        |
| 2002 | "Felicidad"                                                                                 | Made in Jamaica                  | 17                    |        |
| 2003 | "Nuestros Sueños"                                                                           | Made in Jamaica                  | -                     |        |
| 2004 | "Mi Princesa"                                                                               | Crece                            | 19                    |        |
| 2004 | "Give Your Love"                                                                            | Crece                            | 49                    |        |
| 2007 | "K-in"                                                                                      | Resiliente                       | 61                    |        |
| 2007 | "Aire de Jah"                                                                               | Resiliente                       | -                     |        |
| 2010 | "Dulce Amor (En Vivo)"                                                                      | Gondwana En Vivo en Buenos Aires | -                     |        |
| 2011 | "Alterada Realidad"                                                                         | Pincoya Calipso                  | -                     |        |
| 2012 | "Piénsame"                                                                                  | [Revolución]                     | -                     |        |
| 2012 | "Reflejos De Luz"                                                                           | [Revolución]                     | -                     |        |
| 2014 | "Mucho Verso"                                                                               | Reggae and Roll                  | -                     |        |
| 2014 | "Cuando La Lluvia Pare"                                                                     | Reggae and Roll                  | -                     |        |
| 2017 | "Si No Fuera"                                                                               | Carpe Diem                       | -                     |        |
| 2017 | "Quemando Tu Pecho"                                                                         | Carpe Diem                       | -                     |        |